# Sascha Paeth
Sascha Paeth es un músico, compositor y productor alemán de música metal. Se dio a conocer tras formar la banda de power metal Heaven's Gate. Ha participado como músico invitado en diversas agrupaciones, como After Forever, Angra y Thalion. También ha integrado proyectos musicales tales como Luca Turilli, Aina, Redkey y Avantasia. Participa en la masterización y mezcla de los álbumes de Rhapsody of Fire, Shaaman, Edguy y Heavenly entre otros. Su estudio de grabación Gate Studios, en Wolfsburgo, fue inicialmente usado para la producción de discos de su banda Heaven's Gate.
El 2004 crea la metal opera Aina con varios músicos invitados.

## Trabajos
| Year | Artist                             | Album/Single                                             | Role                                                                     |
| ---- | ---------------------------------- | -------------------------------------------------------- | ------------------------------------------------------------------------ |
| 1989 | Heavens Gate                       | In Control                                               | músico                                                                   |
| 1990 | Heavens Gate                       | Open the Gate and Watch (EP)                             | músico                                                                   |
| 1991 | Heavens Gate                       | Livin' in Hysteria                                       | coproductor, músico                                                      |
| 1992 | Heavens Gate                       | More Hysteria (EP)                                       | coproductor, músico                                                      |
| 1992 | Heavens Gate                       | Hell for Sale!                                           | coproductor, músico                                                      |
| 1992 | Viper                              | Evolution                                                | coros                                                                    |
| 1992 | Viper                              | Vipera Sapiens (EP)                                      | coros                                                                    |
| 1993 | Heavens Gate                       | Live for Sale!                                           | músico                                                                   |
| 1993 | Angra                              | Angels Cry                                               | productor con Charlie Bauerfeind, ingeniero, solo de guitarra en pista 6 |
| 1993 | Gamma Ray                          | Insanity and Genius                                      | musician                                                                 |
| 1994 | Running Wild                       | Black Hand Inn                                           | músico, programación                                                     |
| 1995 | Gamma Ray                          | Land of the Free                                         | músico                                                                   |
| 1996 | Heavens Gate                       | Planet E.                                                | productor con Miro, ingeniero, mezclador, músico                         |
| 1996 | Angra                              | Holy Land                                                | productor con Charlie Bauerfeind, ingeniero                              |
| 1996 | Angra                              | Freedom Call (EP)                                        | productor con Charlie Bauerfeind, ingeniero                              |
| 1997 | Rhapsody                           | Legendary Tales                                          | productor con Miro, ingeniero, mezcla, músico                            |
| 1998 | Angra                              | Fireworks                                                | teclados y programación de computadoras                                  |
| 1998 | Rhapsody                           | Symphony of Enchanted Lands                              | productor con Miro, ingeniero, mezcla, masterización, músico             |
| 1999 | Kamelot                            | The Fourth Legacy                                        | productor con Miro, ingeniero, mezcla, masterización, músico             |
| 1999 | Luca Turilli                       | King of the Nordic Twilight                              | producer with Miro, engineer, mixing, mastering, músico                  |
| 1999 | Heavens Gate                       | In the Mood (EP)                                         | productor con Miro, ingeniero, mezcla, masterización                     |
| 1999 | Heavens Gate                       | Menergy                                                  | producer with Miro, engineer, mixing, mastering, músico                  |
| 1999 | Mob Rules                          | Savage Land                                              | mezcla, masterización                                                    |
| 2000 | Kamelot                            | The Expedition                                           | productor, ingeniero, mezcla, masterización                              |
| 2000 | Rhapsody                           | Dawn of Victory                                          | productor con Miro, ingeniero, mezcla, masterización                     |
| 2000 | Rhapsody                           | "Holy Thunderforce" (CD5")                               | productor con Miro, ingeniero, mezcla, masterización                     |
| 2000 | Mob Rules                          | Temple of Two Suns                                       | mezcla, masterización, música                                            |
| 2000 | Avalon                             | Eurasia                                                  | productor, ingeniero, mezcla, masterización                              |
| 2000 | Brainstorm                         | Ambiguity                                                | mezcla, masterización                                                    |
| 2001 | Kamelot                            | Karma                                                    | productor con Miro, ingeniero, mezcla, masterización, músico             |
| 2001 | Rhapsody                           | Rain of a Thousand Flames                                | productor con Miro, ingeniero, mezcla, masterización                     |
| 2001 | Ambeon                             | Fate of a Dreamer                                        | masterización                                                            |
| 2001 | Gun Barrel                         | Power Dive                                               | masterización                                                            |
| 2001 | Virgo                              | Virgo                                                    | productor, ingeniero, mezcla, masterización, músico                      |
| 2001 | Gigantor                           | Back to the Rockets!!!                                   | ingeniero, mezcla, masterización, músico                                 |
| 2001 | Various Artists                    | Tribute to Helloween: Keeper of Jericho                  | músico                                                                   |
| 2002 | Rhapsody                           | Power of the Dragonflame                                 | productor con Miro, ingeniero, mezcla, masterización, músico             |
| 2002 | Luca Turilli                       | Prophet of the Last Eclipse                              | productor con Miro, ingeniero, mezcla, masterización, músico             |
| 2002 | Luca Turilli                       | Demonheart (EP)                                          | productor con Miro, ingeniero, mezcla, masterización, músico             |
| 2002 | Shaman                             | Ritual                                                   | productor, ingeniero, mezcla, músico                                     |
| 2002 | At Vance                           | Only Human                                               | mezcla                                                                   |
| 2002 | Avantasia                          | The Metal Opera Part II                                  | ingeniero                                                                |
| 2003 | Kamelot                            | Epica                                                    | productor con Miro, ingeniero, mezcla, masterización, músico             |
| 2003 | Epica                              | The Phantom Agony                                        | productor, ingeniero, mezclador                                          |
| 2003 | Aina                               | Days of Rising Doom                                      | productor, ingeniero, mezcla, compositor, músico                         |
| 2003 | After Forever                      | Exordium (EP)                                            | mezcla                                                                   |
| 2003 | Edguy                              | Burning Down the Opera                                   | ingeniero                                                                |
| 2003 | Taraxacum                          | Rainmaker                                                | mezcla, masterización                                                    |
| 2003 | Galloglass                         | Legends from Now and Nevermore                           | masterización                                                            |
| 2003 | Invictus                           | Black Heart                                              | masterización                                                            |
| 2004 | Gigantor                           | Giant Robot Spare Parts Vol. 1                           | coproductor, ingeniero                                                   |
| 2004 | Rhapsody                           | The Dark Secret (EP)                                     | coproductor, ingeniero, mezcla                                           |
| 2004 | Rhapsody                           | Symphony of Enchanted Lands II: The Dark Secret          | productor, mezcla, masterización                                         |
| 2004 | Lunatica                           | Fables & Dreams                                          | productor, mezcla, masterización                                         |
| 2004 | After Forever                      | Invisible Circles                                        | productor vocal con Miro, mezcla                                         |
| 2004 | Edguy                              | King of Fools (EP)                                       | ingeniero                                                                |
| 2004 | Edguy                              | Hellfire Club                                            | ingeniero                                                                |
| 2004 | Shaman                             | RituAlive                                                | músico                                                                   |
| 2004 | Heavenly                           | Dust to Dust                                             | mezcla, masterizacion                                                    |
| 2004 | Dol Ammad                          | Star Tales                                               | productor e ingeniero de batería                                         |
| 2004 | Asrai                              | Touch in the Dark                                        | ingeniero, mezclador                                                     |
| 2005 | Epica                              | We Will Take You with Us                                 | mezcla de audio                                                          |
| 2005 | Epica                              | Consign to Oblivion                                      | productor con Olaf Reitmeier, ingeniero, mezclador, músico               |
| 2005 | Shaman                             | Reason                                                   | productor, ingeniero, mezcla, masterización                              |
| 2005 | Kamelot                            | The Black Halo                                           | productor con Miro, ingeniero, mezcla, masterización                     |
| 2005 | Felony                             | First Works                                              | ingeniero, mezcla, masterización                                         |
| 2005 | Epica                              | The Score – An Epic Journey                              | coproductor, ingeniero, mezcla                                           |
| 2005 | Rhapsody                           | "The Magic of the Wizard's Dream" (CD5")                 | coproductor, ingeniero, mezcla                                           |
| 2005 | After Forever                      | Remagine                                                 | productor vocal, ingeniero, mezcla                                       |
| 2005 | Edguy                              | Superheroes (EP)                                         | productor, ingeniero, mezcla, masterización                              |
| 2005 | Hartmann                           | Out in the Cold                                          | productor con Oliver Hartmann, ingeniero, mezcla, masterización          |
| 2006 | Edguy                              | Rocket Ride                                              | productor, ingeniero, mezcla, masterización                              |
| 2006 | Lunatica                           | The Edge of Infinity                                     | productor, ingeniero, mezcla, masterización, compositor                  |
| 2006 | Luca Turilli                       | The Infinite Wonders of Creation                         | coproductor, ingeniero, mezcla, masterización, músico                    |
| 2006 | Luca Turilli's Dreamquest          | Lost Horizons                                            | coproductor, ingeniero, mezcla, masterización, músico                    |
| 2006 | Rhapsody                           | Live in Canada 2005: The Dark Secret                     | productor, ingeniero, mezclador                                          |
| 2006 | Redkey                             | Rage of Fire                                             | productor con Thomas Rettke, ingeniero, mezcla, masterización, músico    |
| 2006 | Kamelot                            | One Cold Winter's Night                                  | mezcla, masterización, músico                                            |
| 2006 | Rhapsody of Fire                   | Triumph or Agony                                         | coproductor, ingeniero, mezcla, masterización                            |
| 2007 | Hartmann                           | Home                                                     | productor con Oliver Hartmann, ingeniero, mezcla, masterización          |
| 2007 | Kamelot                            | Ghost Opera                                              | productor con Miro, ingeniero, mezcla, masterización, músico             |
| 2007 | Epica                              | The Divine Conspiracy                                    | productor, ingeniero, mezcla, masterización, arreglos vocales, coros     |
| 2007 | Andre Matos                        | Time to Be Free                                          | producer with Roy Z, mezcla                                              |
| 2007 | Rhapsody of Fire                   | Visions from the Enchanted Lands (DVD)                   | productor, ingeniero, mezclador                                          |
| 2007 | Asrai                              | Pearls in the Dirt                                       | productor, mezcla, masterización, coros                                  |
| 2007 | Avantasia                          | Lost in Space Part I (EP)                                | productor con [Tobias Sammet], ingeniero, mezcla, masterización, músico  |
| 2007 | Avantasia                          | Lost in Space Part II (EP)                               | productor con Tobias Sammet, ingeniero, mezcla, masterización, músico    |
| 2008 | Brainstorm                         | Downburst                                                | productor con Miro, ingeniero, mezcla                                    |
| 2008 | Avantasia                          | The Scarecrow                                            | productor con Tobias Sammet, ingeniero, mezcla, masterización, músico    |
| 2008 | Edguy                              | Tinnitus Sanctus                                         | productor, ingeniero, mezcla, masterización                              |
| 2008 | Symphonity                         | Voice from the Silence                                   | mezcla                                                                   |
| 2008 | Hartmann                           | Handmade - Live in Concert                               | masterizacion                                                            |
| 2008 | Amanda Somerville                  | Windows                                                  | productor, ingeniero, mezcla y masterización con Miro, músico            |
| 2009 | Epica                              | The Classical Conspiracy                                 | productor, mezcla, masterización                                         |
| 2009 | Brainstorm                         | Memorial Roots                                           | coproductor con Miro, ingeniero, mezcla                                  |
| 2009 | Epica                              | Design Your Universe                                     | productor, ingeniero, mezcla, autor de líneas vocales, coros             |
| 2009 | Andre Matos                        | Mentalize                                                | productor, ingeniero, mezcla, coros                                      |
| 2009 | Tribe                              | Pray for Calm... Need the Chaos                          | productor, ingeniero, mezcla, masterización, arreglos                    |
| 2009 | Lunatica                           | New Shores                                               | productor, ingeniero, mezcla, masterización, arreglos, compositor        |
| 2009 | Edguy                              | Fucking with F***: Live                                  | mezcla, masterizacion                                                    |
| 2009 | Hartmann                           | 3                                                        | productor con Oliver Hartmann, ingeniero, mezcla                         |
| 2009 | Infinity Overture                  | Kingdom of Utopia                                        | productor con Miro y Niels Vejlyt, mezcla, masterización                 |
| 2010 | Avantasia                          | The Wicked Symphony                                      | productor con Tobias Sammet, ingeniero, mezcla, masterización, músico    |
| 2010 | Avantasia                          | Angel of Babylon                                         | productor con Tobias Sammet, ingeniero, mezcla, compositor, músico       |
| 2010 | Kamelot                            | Poetry for the Poisoned                                  | productor con Miro, ingeniero, mezcla, masterización, músico             |
| 2010 | Rhapsody of Fire                   | The Cold Embrace of Fear – A Dark Romantic Symphony (EP) | ingeniero, mezcla, músico                                                |
| 2010 | Rhapsody of Fire                   | The Frozen Tears of Angels                               | ingeniero, mezcla, músico                                                |
| 2010 | Catharsis                          | Светлый Альбомъ                                          | productor, ingeniero, mezcla                                             |
| 2010 | Diabulus in Musica                 | Secrets                                                  | masterización                                                            |
| 2011 | Avantasia                          | The Flying Opera                                         | coproductor, ingeniero de sonido, mezcla, músico                         |
| 2011 | Edguy                              | Age of the Joker                                         | productor, ingeniero, mezcla, músico                                     |
| 2011 | Rhapsody of Fire                   | From Chaos to Eternity                                   | ingeniero, mezcla                                                        |
| 2011 | MaYaN                              | Quarterpast                                              | productor, ingeniero, mezcla, masterización                              |
| 2011 | Beyond the Bridge                  | The Old Man and the Spirit                               | masterización                                                            |
| 2011 | Infinity Overture                  | The Infinite Overture Part 1                             | mezcla, masterización                                                    |
| 2011 | Trillium                           | Alloy                                                    | músico, productor, ingeniero, mezcla                                     |
| 2012 | Epica                              | Requiem for the Indifferent                              | productor, ingeniero, mezcla, autor de líneas vocales                    |
| 2012 | Kamelot                            | Silverthorn                                              | productor con Miro, ingeniero, mezcla, masterización, músico             |
| 2013 | Avantasia                          | The Mystery of Time                                      | músico, productor, ingeniero, masterización                              |
| 2013 | Sascha Paeth                       | Hard on the Wind                                         | músico, productor, ingeniero, masterización                              |
| 2014 | Edguy                              | Space Police: Defenders of the Crown                     | productor, ingeniero, mezcla, masterización                              |
| 2015 | Beyond the Black                   | Songs of Love and Death                                  | producción, músico                                                       |
| 2015 | Kamelot                            | Haven\|producción, ingeniero                             |                                                                          |
| 2016 | Avantasia                          | Ghostlights                                              | músico, producción, ingeniero, mezcla                                    |
| 2016 | Beyond the Black                   | Lost in Forever                                          | producción                                                               |
| 2016 | Symphonity                         | King of Persia                                           | mezcla                                                                   |
| 2017 | Ayreon                             | The Source                                               | Ingeniero de grabación para Tobias Sammet                                |
| 2017 | Exit Eden                          | Rhapsodies in Black                                      | músico                                                                   |
| 2018 | Kamelot                            | The Shadow Theory                                        | músico, producción, ingeniero, mezcla                                    |
| 2018 | Beyond the Black                   | Heart of the Hurricane                                   | producción, mezcla                                                       |
| 2019 | Avantasia                          | Moonglow                                                 | músico, producción, ingeniero, mezcla                                    |
| 2019 | Turilli / Lione Rhapsody           | Zero Gravity (Rebirth and Evolution)                     | bajo en "Oceano"                                                         |
| 2019 | Sascha Paeth's Masters of Ceremony | Signs of Wings                                           |                                                                          |
| 2020 | Kamelot                            | I Am the Empire – Live from the 013                      | invitado en "RavenLight", producción, mezcla, masterización              |
| 2021 | Epica                              | Omega                                                    | compositor                                                               |
| 2021 | Adrian Benegas                     | Diamonds in the Dark (EP)                                | músico, producción, mezcla, masterización                                |
| 2023 | Adrian Benegas                     | Arcanum                                                  | mezcla, masterización                                                    |

- Datos: Q63068